# Gokunte, Mulbagal
Gokunte là một làng thuộc tehsil Mulbagal, huyện Kolar, bang Karnataka, Ấn Độ.